# Leichtathletik-Weltmeisterschaften 2009/Teilnehmer (Samoa)
| Gelbes Symbol für Goldmedaillen mit stilisierten Olympischen Ringen | Graues Symbol für Silbermedaillen mit stilisierten Olympischen Ringen | Braundes Symbol für Bronzemedaillen mit stilisierten Olympischen Ringen |
| ------------------------------------------------------------------- | --------------------------------------------------------------------- | ----------------------------------------------------------------------- |
| —                                                                   | —                                                                     | —                                                                       |

Der Leichtathletik-Verband Samoas stellte zwei Athleten bei den Leichtathletik-Weltmeisterschaften 2009 in Berlin.

## Ergebnisse

### Männer

#### Laufdisziplinen
| Athlet      | Disziplin | Vorlauf        | Vorlauf | Halbfinale         | Halbfinale         | Finale             | Finale             |
| Athlet      | Disziplin | Zeit           | Platz   | Zeit               | Platz              | Zeit               | Platz              |
| ----------- | --------- | -------------- | ------- | ------------------ | ------------------ | ------------------ | ------------------ |
| Iulio Lafai | 800 m     | 2:03,51 min SB | 48      | nicht qualifiziert | nicht qualifiziert | nicht qualifiziert | nicht qualifiziert |

### Frauen

#### Sprung/Wurf
| Athletin       | Disziplin | Qualifikation | Qualifikation | Finale             | Finale             |
| Athletin       | Disziplin | Weite/Höhe    | Platz         | Weite/Höhe         | Platz              |
| -------------- | --------- | ------------- | ------------- | ------------------ | ------------------ |
| Serafina Akeli | Speerwurf | 49,58 m       | 31            | nicht qualifiziert | nicht qualifiziert |